# Пастухов Олександр Йосипович
Пастухов Олександр Йосипович (нар. 9 лютого 1925, Фітиж, нині Курська обл., РФ — 20 грудня 2012, Київ, Україна) — радянський і український кінооператор. Нагороджений медалями, значком «Відмінник кінематографії СРСР».

## Біографія
Народився 9 лютого 1925 р.
Учасник Німецько-радянської війни.
Закінчив Всесоюзний державний інститут кінематографії (1965).
З 1948 р. — оператор комбінованих зйомок Київської кіностудії ім. О. П. Довженка.
Член Національної Спілки кінематографістів України.

## Фільмографія
Брав участь у створенні фільмів:
- «Круті сходи» (у співавт.)
- «Гори, моя зоре!» (1958)
- «Сашко» (1958)
- «Іванна» (1959)
- «Йду до вас!..» (1961)
- «Їхали ми, їхали» (1963)
- «Повернення Вероніки»
- «Повість про Пташкіна»
- «Сумка, повна сердець»
- «Місто — одна вулиця» (1964)
- «Над нами Південний хрест» (1965)
- «Туманність Андромеди»
- «Бур'ян» (1967)
- «Експеримент доктора Абста» (1968)
- «Де 042?»
- «Вулиця тринадцяти тополь» (1969, у співавт.)
- «Чи вмієте ви жити?» (1970)
- «Пізня дитина» (1970)
- «Назвіть ураган „Марією“» (1970)
- «Родина Коцюбинських» (1970, у співавт.)
- «Захар Беркут» (1971)
- «Лада з країни берендеїв» (1971)
- «Осяяння»
- «Тихі береги» (1972)
- «Чорний капітан» (1973)
- «Повість про жінку»
- «Ні пуху, ні пера» (1973)
- «Небо — земля — небо» (1975)
- «За п'ять секунд до катастрофи» (1977)
- «Дипломати мимоволі» (1978)
- «Дізнання пілота Піркса» (1978)
- «Прихована робота» (1979)
- «Від Бугу до Вісли» (1980)
- «Ярослав Мудрий» (1981)
- «Зоряне відрядження» (1982)
- «Поцілунок» (1983, т/ф)
- «Легенда про княгиню Ольгу» (1984)
- «Два гусари» (1984)
- «Подвиг Одеси» (1985, 2 c)
- «Бережи мене, мій талісмане» (1986)
- «Щасливий, хто кохав» (1986)
- «Солом'яні дзвони» (1987)
- «Бухта смерті» (1991)
- «Тримайся, козаче!» (1991, реж. Віктор Семанів)
- «Дорога нікуди» (1992)
- «Стамбульський транзит» (1993—1996)
- «Страчені світанки» (1995)
- «Тупик / Глухий кут» (1998) та ін.